# THE OUTSIDER
THE OUTSIDER（ジ・アウトサイダー）は、日本の総合格闘技大会。リングス主催、前田日明によるプロデュースで2008年3月に旗揚げ。不良や喧嘩好きの若者にプロデビューのチャンスを与えることがテーマであり、格闘技を通じて更生の道を用意し、メジャー団体を含めた大会へと進む優秀な選手を育成することを目標としている。これまでに朝倉未来、朝倉海、金太郎らを輩出した。キャッチコピーは、「不良達ヨ、覚醒セヨ」。

## 歴史
2008年3月30日、第1回大会はディファ有明で行われ全22試合が組まれた。入場ゲートに金属探知機が用意されてエンセン井上や村上和成などが警備を務める厳戒態勢の中で超満員札止め1,521人の観客を集めた。第1試合の黒石高大対秋山翼戦では、判定に不服であるとして黒石サイドがリング上に詰め寄り一触即発の事態となったが、エンセンや村上らが仲裁に入り事態は収まった。のちに前田日明は黒石サイドの行為そのものについては批判しつつも、仲間を大事にする気持ちそのものについては賞賛し、黒石は第1回のファイティングスピリット賞を受賞。なお、黒石の応援団は第2回でも乱闘騒ぎを起こした。
2009年3月15日、第5回大会を両国国技館で開催し、映画『クローズZERO II』とのコラボレーション興行「THE OUTSIDER SPECIAL」として開催。10月11日、第8戦より「65-70kgトーナメント」が開幕。12月13日、第9戦で吉永啓之輔が優勝した。
2010年6月20日、第12戦では試合終了後に乱闘が3度発生する事態となった。これについて前田は3度目の乱闘の際「お前らいい年こいて恥ずかしくないんか」とセコンド陣を一喝。10月11日、第13回開催前に吉永とプロ契約し、メインイベントでプロデビュー。
2018年7月21日、格闘技を通じて、非行をした少年の立ち直りや青少年の健全育成を目指す取組みに、法務省の協賛を得た。
2019年11月に福島県で東北大会を開催。新型コロナウイルス感染症の世界的流行以降は2022年5月に約2年半ぶりに福岡県で開催することを予定していたが、新型コロナウイルスの感染拡大を受け中止となった。
朝倉未来がプロデュースする格闘技イベント「BreakingDown」が2022年11月に開催した「BreakingDown6」では「THE OUTSIDER vs.BreakingDown 6vs.6対抗戦」が行われ、（吉永）啓之輔、黒石高大、高垣勇二、萩原裕介、樋口武大、秀虎がTHE OUTSIDER出身選手として出場した。

## ルール
HERO'S公式ルールに準ずるルールが採用され、ラウンドは3分2R制。掌底、パワーボム、バックドロップ、ジャーマン・スープレックスなどは禁止。ダウンカウントも採用された。判定はマストシステムであるが、第1戦の第5試合と第12試合にドロー裁定が下った。階級制は設けられていないが体重の近い選手同士が対戦するように調整されている。グラウンドポジションや四点ポジション時など、後方より視覚外からのパウンド攻撃は禁止。第41戦よりヒールホールドが禁止技となった（ただしクロス・ヒールホールドは認められる）。

## 歴代王者

### 50-55kg級
| 代 | 名前     | 在位期間         | 防衛回数 |
| -- | -------- | ---------------- | -------- |
| 初 | 伊藤裕樹 | 2016年12月11日 - | 1        |

### 55-60kg級
| 代 | 名前     | 在位期間                          | 防衛回数 |
| -- | -------- | --------------------------------- | -------- |
| 初 | 朝倉海   | 2014年12月7日 - 2017年11月8日返上 | 1        |
| 2  | 大井洋一 | 2018年9月2日 - 2022年5月22日返上  | 2        |

### 60-65kg級
| 代 | 名前     | 在位期間                            | 防衛回数 |
| -- | -------- | ----------------------------------- | -------- |
| 初 | 幕大輔   | 2010年6月20日 - 2014年2月14日剥奪   | 1        |
| 2  | 樋口武大 | 2014年6月22日 - 2015年12月13日      | 0        |
| 3  | 朝倉未来 | 2015年12月13日 - 2016年12月29日剥奪 | 1        |
| 4  | 樋口武大 | 2017年5月21日 - 2019年10月27日      | 2        |

### 65-70kg級
| 代 | 名前       | 在位期間                           | 防衛回数 |
| -- | ---------- | ---------------------------------- | -------- |
| 初 | 吉永啓之輔 | 2009年12月13日 - 2012年7月15日     | 1        |
| 2  | Ryo        | 2012年7月15日 - 2013年12月8日      | 0        |
| 3  | 熊澤伸哉   | 2013年12月8日 - 2014年9月7日       | 0        |
| 4  | 吉永啓之輔 | 2014年9月7日 - 2015年7月19日       | 0        |
| 5  | 朝倉未来   | 2015年7月19日 - 2016年12月29日剥奪 | 1        |

### 70-75kg級
| 代 | 名前                     | 在位期間                           | 防衛回数 |
| -- | ------------------------ | ---------------------------------- | -------- |
| 初 | 伊澤寿人                 | 2010年10月11日 - 2012年2月12日返上 | 2        |
| 2  | ソルジャーボーイ一樹     | 2013年4月21日 - 2014年12月4日返還  | 0        |
| 3  | ランボルギーニ・ヨシノリ | 2015年3月21日 - 7月19日            | 0        |
| 4  | 佐野哲也                 | 2015年7月19日 - 2018年3月11日返上  | 3        |

## 大会一覧
| 大会名                                          | 開催年月日     | 会場                   | 開催地         | MVP                  | ベストバウト賞                                 |
| ----------------------------------------------- | -------------- | ---------------------- | -------------- | -------------------- | ---------------------------------------------- |
| THE OUTSIDER 第55戦                             | 2022年4月23日  | 宗像ユリックス         | 福岡県宗像市   |                      |                                                |
| THE OUTSIDER 第53戦 〜初上陸 東北大会〜         | 2019年11月4日  | 白河中央体育館         | 福島県白河市   |                      |                                                |
| THE OUTSIDER 第54戦 〜覚醒 九州大会〜           | 2019年10月27日 | 宗像ユリックス         | 福岡県宗像市   |                      |                                                |
| THE OUTSIDER第52戦 10周年 九州大会              | 2018年9月2日   | 宗像ユリックス         | 福岡県宗像市   |                      |                                                |
| THE OUTSIDER第51戦 10周年記念 Road to Las Vegas | 2018年7月21日  | 川崎市とどろきアリーナ | 神奈川県川崎市 |                      |                                                |
| THE OUTSIDER第50戦 有明ファイナル               | 2018年3月11日  | ディファ有明           | 東京都江東区   |                      |                                                |
| THE OUTSIDER第49戦 福岡大会 発祥地、再び        | 2018年2月25日  | 宗像ユリックス         | 福岡県宗像市   |                      |                                                |
| THE OUTSIDER 大田区総合体育館SPECIAL            | 2017年12月10日 | 大田区総合体育館       | 東京都大田区   |                      |                                                |
| THE OUTSIDER第47戦                              | 2017年7月30日  | ディファ有明           | 東京都江東区   |                      |                                                |
| THE OUTSIDER第46戦                              | 2017年5月21日  | ディファ有明           | 東京都江東区   |                      |                                                |
| THE OUTSIDER第45戦                              | 2017年2月19日  | ディファ有明           | 東京都江東区   |                      |                                                |
| THE OUTSIDER第44戦 発祥地福岡、初襲来           | 2016年12月18日 | 宗像ユリックス         | 福岡県宗像市   |                      |                                                |
| RINGS/THE OUTSIDER SPECIAL                      | 2016年12月11日 | 横浜文化体育館         | 神奈川県横浜市 |                      |                                                |
| THE OUTSIDER第42戦                              | 2016年9月3日   | 豊川市総合体育館       | 愛知県豊川市   |                      |                                                |
| THE OUTSIDER第41戦                              | 2016年7月31日  | ディファ有明           | 東京都江東区   |                      |                                                |
| THE OUTSIDER第40戦                              | 2016年5月29日  | ディファ有明           | 東京都江東区   |                      |                                                |
| THE OUTSIDER第39戦                              | 2016年3月27日  | ディファ有明           | 東京都江東区   |                      |                                                |
| THE OUTSIDER 大田区総合体育館SPECIAL            | 2015年12月13日 | 大田区総合体育館       | 東京都大田区   |                      |                                                |
| THE OUTSIDER第37戦                              | 2015年9月6日   | キラメッセぬまづ       | 静岡県沼津市   |                      |                                                |
| THE OUTSIDER第36戦                              | 2015年7月19日  | ディファ有明           | 東京都江東区   |                      | 滝本光成VS白岡乃龍正                           |
| THE OUTSIDER第35戦                              | 2015年5月17日  | ディファ有明           | 東京都江東区   |                      |                                                |
| THE OUTSIDER第34戦                              | 2015年3月21日  | ディファ有明           | 東京都江東区   |                      |                                                |
| RINGS/THE OUTSIDER SPECIAL                      | 2014年12月7日  | 横浜文化体育館         | 神奈川県横浜市 |                      | 誠哉VS田上健太                                 |
| THE OUTSIDER第32戦                              | 2014年9月7日   | なみはやドーム         | 大阪府門真市   |                      |                                                |
| THE OUTSIDER第31戦                              | 2014年6月22日  | ディファ有明           | 東京都江東区   | 該当者なし           | 該当なし                                       |
| THE OUTSIDER第30戦                              | 2014年4月6日   | ディファ有明           | 東京都江東区   | 該当者なし           | 朝倉未来vsDark Rikuto                          |
| THE OUTSIDER第29戦                              | 2014年2月16日  | ディファ有明           | 東京都江東区   | 該当者なし           | 該当なし                                       |
| THE OUTSIDER第28戦                              | 2013年12月8日  | なみはやドーム         | 大阪府門真市   | 該当者なし           | MASAMUNEvs朝倉海                               |
| THE OUTSIDER第27戦                              | 2013年9月8日   | 大阪市中央体育館       | 大阪府大阪市   | ソルジャーボーイ一樹 | RYOTAvs朝倉海                                  |
| RINGS X THE OUTSIDER                            | 2013年6月9日   | 横浜文化体育館         | 神奈川県横浜市 | 該当者なし           | 我妻慎太郎VS久保昌弘                           |
| THE OUTSIDER第25戦                              | 2013年4月21日  | ディファ有明           | 東京都江東区   | ソルジャーボーイ一樹 | ランボルギーニ・ヨシノリVSソルジャーボーイ一樹 |
| THE OUTSIDER第24戦                              | 2013年2月10日  | ディファ有明           | 東京都江東区   | 該当者なし           | 渡辺竜也VS安谷屋智弘                           |
| RINGS/THE OUTSIDER合同大会                      | 2012年12月16日 | 横浜文化体育館         | 神奈川県横浜市 | 該当者なし           | 該当なし                                       |
| THE OUTSIDER第22戦                              | 2012年7月15日  | ディファ有明           | 東京都江東区   | 該当者なし           | 萩原裕介VSランボールギーニヨシノリ             |
| THE OUTSIDER第21戦                              | 2012年5月13日  | ディファ有明           | 東京都江東区   | Ryo                  | 大塚一樹VS高橋辰也                             |
| THE OUTSIDER第20戦                              | 2012年2月12日  | ディファ有明           | 東京都江東区   | 該当者なし           | 該当なし                                       |
| THE OUTSIDER第19戦                              | 2011年11月13日 | 横浜文化体育館         | 神奈川県横浜市 | 該当者なし           | 該当なし                                       |
| THE OUTSIDER第18戦                              | 2011年8月14日  | ディファ有明           | 東京都江東区   | 該当者なし           | 前田島純VS比夏瑠                               |
| THE OUTSIDER第17戦                              | 2011年7月17日  | ディファ有明           | 東京都江東区   | 該当者なし           | 該当なし                                       |
| THE OUTSIDER第16戦                              | 2011年5月8日   | 横浜文化体育館         | 神奈川県横浜市 | 渡辺竜也             | 宮良好明VS手塚勇太                             |
| THE OUTSIDER第15戦                              | 2011年2月13日  | 横浜文化体育館         | 神奈川県横浜市 | 該当者なし           | 渡辺竜也VS中根佑太                             |
| THE OUTSIDER第14戦                              | 2010年12月4日  | ディファ有明           | 東京都江東区   | 松岡洋平             | 秋山翼VS渡辺竜也                               |
| THE OUTSIDER第13戦                              | 2010年10月11日 | 横浜文化体育館         | 神奈川県横浜市 | 該当者なし           | 伊澤寿人VS谷博幸                               |
| THE OUTSIDER第12戦                              | 2010年6月20日  | ディファ有明           | 東京都江東区   | 該当者なし           | 該当なし                                       |
| THE OUTSIDER第11戦                              | 2010年4月3日   | ディファ有明           | 東京都江東区   | 該当者なし           | 渡辺竜也VS秋山翼                               |
| THE OUTSIDER第10戦                              | 2010年2月14日  | ディファ有明           | 東京都江東区   | 該当者なし           | 平野海志VS秋山翼                               |
| THE OUTSIDER第9戦                               | 2009年12月13日 | ディファ有明           | 東京都江東区   | 吉永啓之輔           | 吉永啓之輔VS佐野哲也                           |
| THE OUTSIDER第8戦                               | 2009年10月11日 | ディファ有明           | 東京都江東区   | 野村剛史             | 学金狗VS佐野哲也                               |
| THE OUTSIDER第7戦                               | 2009年8月9日   | ディファ有明           | 東京都江東区   | 該当者なし           | 堀鉄平VS野村剛史                               |
| THE OUTSIDER第6戦                               | 2009年5月5日   | ディファ有明           | 東京都江東区   | ヒカル               | 平野海志VS堀切勇太                             |
| THE OUTSIDER SPECIAL                            | 2009年3月15日  | 両国国技館             | 東京都墨田区   | 秀虎                 | 出田源貴VS川村勝                               |
| THE OUTSIDER第4戦                               | 2008年12月20日 | ディファ有明           | 東京都江東区   | 佐野哲也             | 佐野哲也VS吉永啓之輔                           |
| THE OUTSIDER第参戦                              | 2008年10月19日 | ディファ有明           | 東京都江東区   | 吉永啓之輔           | 秀虎VS上田達也                                 |
| THE OUTSIDER第弐戦                              | 2008年7月19日  | ディファ有明           | 東京都江東区   | 大嶽伸次             | 高田敬久VS加藤紘也                             |
| THE OUTSIDER第壱戦                              | 2008年3月30日  | ディファ有明           | 東京都江東区   | 加藤友弥             | 高垣勇二VS中村啓紀 加藤友弥VS与国秀行          |